# كوموروزين
نادي اتحاد كوموروزين دو دوموني الرياضي هو نادي كرة قدم من جزر القمر يقع مقره في دوموني، جزر القمر. يلعب حاليًا في دوري جزر القمر الممتاز.

## الإنجازات
- دوري جزر القمر الممتاز: 1

2013

## المشاركات في البطولات الأفريقية
- دوري أبطال أفريقيا: مشاركة وحيدة

2014 – الدور التمهيدي

## روابط خارجية
- صفحة النادي - soccerway.com